# Поспелкова
Поспе́лкова — деревня в Свердловской области России, административно подчинённая городу Серову. Входит в Серовский муниципальный округ.
Ранее деревня входила в состав Верх-Сосьвинского сельсовета Серовского района.

## Географическое положение
Деревня Поспелкова расположена в 26 километрах (по автодороге в 31 километре) к юго-востоку от города Серова, на левом берегу реки Сосьвы (правого притока реки Тавды). В 9 километрах к северо-северо-востоку от деревни расположена станция Поспелково Свердловской железной дороги. Через деревню проходит автотрасса Серов — Сосьва.

## История
В начале XX века в деревне располагалась деревянная тёплая часовня, в которой располагалась школа грамоты.

## Население
| 2002 | 2010 |
| ---- | ---- |
| 201  | ↗237 |